# قعشوم ليجندري
قعشوم ليجندري (الاسم العلمي:Holothyrus legendrei) هو نوع من القراديات يتبع جنس القعشوم من فصيلة القعشومات.